# Визволення Болгарії

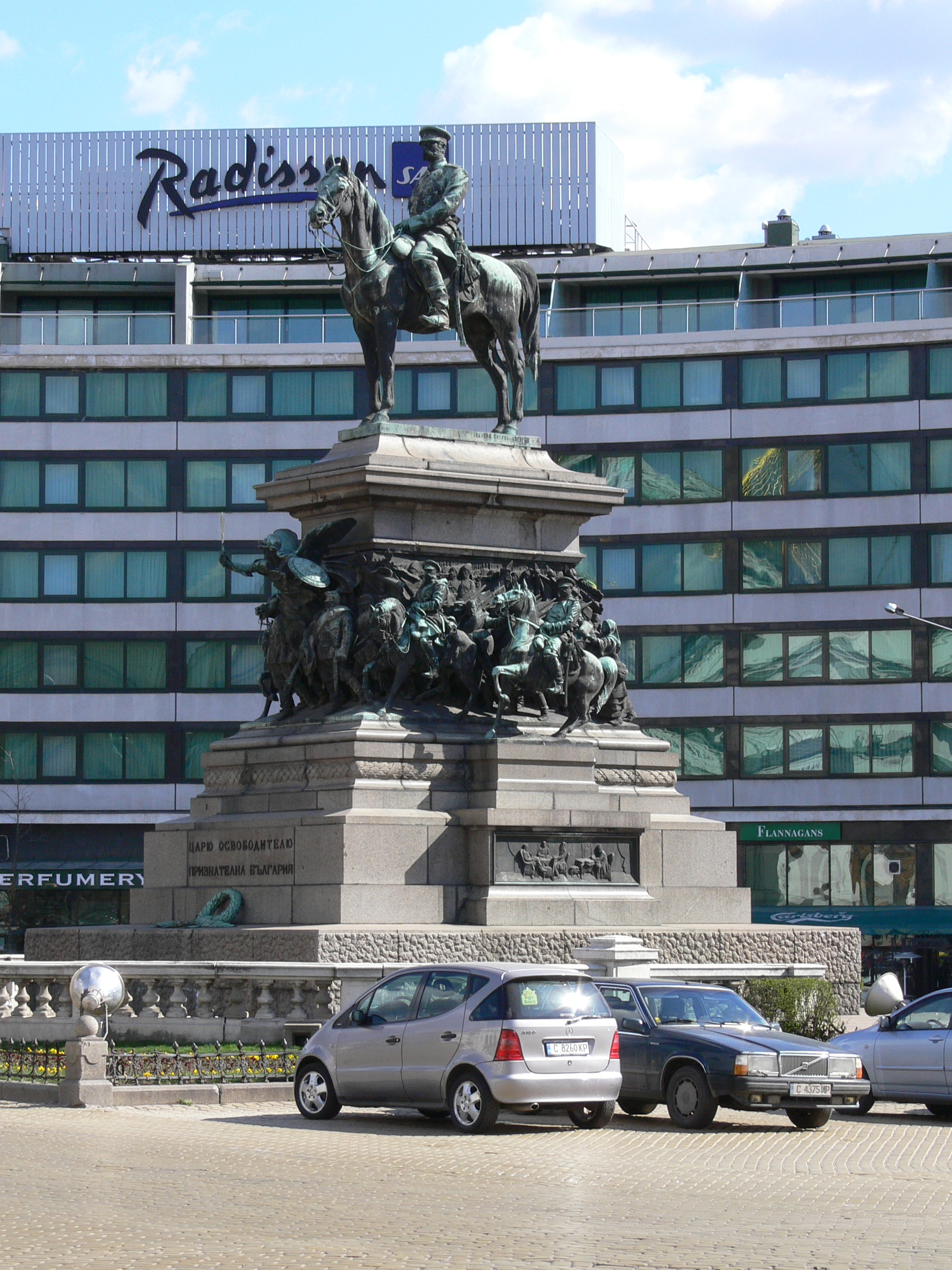
Пам'ятник царю-визволителю (Софія) Олександру II в Софії, Болгарія

Визволення Болгарії — охоплює події в історії Болгарії, пов'язані зі створенням болгарської державності внаслідок визволення з-під османського панування. Це відбувається в результаті національного Відродження. Росія підтримала слов'янські народи 24 квітня 1877 року. Пліч-о-пліч з російськими солдатами билося сформоване в Росії за допомогою слов'янських благодійних комітетів Болгарське ополчення з числа болгар, що населяли Бессарабію і Таврію. У Болгарії ця війна отримала назву Визвольної війни.

## Квітневе повстання
Громадська думка в Росії широко підтримала Болгарію. Поряд з діяльністю Московського слов'янського комітету також брали участь письменники Іван Тургенєв, Лев Толстой та Федір Достоєвський.

## Видатні болгари української Бесарабії
- Данаїл Николаєв — болгарський військовий діяч, генерал піхоти;
- Димитр Греков — болгарський державний і політичний діяч, голова уряду країни з 30 січня до 13 жовтня 1899 року;
- Александр Теодоров-Балан — болгарський лінгвіст та літературознавець, академік, перший ректор Софійського університету;
- Георгій Тодоров — болгарський воєначальник, генерал лейтенант;
- Атанас Теодоров — болгарський лікар, засновник судової медицини в Болгарії, професор на медичному факультеті Софійського університету, основоположник кафедри з судової медицини, автор першого підручника з цієї спеціальності;
- Димитар Аґура — болгарський історик, професор історії, ректор Софійського університету;
- Петро Груєв — болгарський майор та російський генерал-майор, артилерійський інженер;
- Митрополит Григорій (Немцов) — єпископ автокефальної Православної церкви Болгарїї, митрополит Доростольський і Червенський (1872—1898), голова Священного Синоду БПЦ.
- Богоміл Берон — болгарський лікар, засновник дерматології та венерології в Болгарії;

## Свято
Визволення Болгарії — національне свято держави, святкується 3 березня кожний рік. За Сан-Стефанським мирним договором Болгарія мала змогу відзначати народне свято в країні. Сан-Стефанський мирний договір був підписаний між Російською Імперією і Турецькою Імперією.

## Сан-Стефанський попередній договір
Визначив остаточні кордони нової Болгарської держави, відповідно, визначення від російсько-турецької комісії.

## Пам'ять
Визволення Болгарії від османського ярма урочисто відзначається в Болгарії. На території країни були побудовані кілька сотень пам'ятників в знак вдячності за героїзм і жертви воїнів. До наших днів збереглися близько півтисячі з них.